# آریت
اریت، روستایی از توابع بخش باینگان شهرستان پاوه در استان کرمانشاه ایران است.

## جمعیت
این روستا در دهستان شیوه‌سر قرار دارد و براساس سرشماری مرکز آمار ایران در سال ۱۳۸۵، جمعیت آن ۱۴۶ نفر (۳۱خانوار) بوده‌است.